# 语法
是任意自然语言中句子、短语以及词等语法单位的语法结构与语法意义的规律，本质上即音义结合体之间的结合规律。对语法的研究称语法学。语法也用来指研究这些规则的学科，例如词法学、句法学或音韵学等，并和其他学科，如语音学、语义学、语用学互相补充。
语言学家在很多文献中通常不用“语法”来指正寫法。

## 词源
“语法”一词的英文“Grammar”来自古希腊语（grammatikē technē），意思是“字母的艺术”，其来自于 （gramma），意思为“字母”，而本身又是源于（graphein）一词，其意思为“画、书写”。

## 定义
“语法”一词对于非语言学家的人而言有着广泛的含义，但对于语言学家这个术语有着更为准确的定义。一般而言语法是指语言使用者在使用一种语言时所使用的规则，并且至少对于母语而言，语法的大部分内容都是下意识的过程中所习得的，而不是通过特殊的学习或观察其他语言使用者而获得的。大部分的语言习得过程在婴儿时期就已完成。在此之后的语言学习大多都需要投入更多的精力以及外界的指引。
在语言学上，自然語言的語法是指該語言中的句子、短语、词等语言单位的语法结构与语法意义的规律，本质上就是音义结合体之间的结合规律，这种规律往往作用于语用层面、句法层面、形态层面、语义层面等不同的语言学层面。而研究語法規律的各種理論，則為語法理論，屬於語言學的範疇。具體一種自然語言的語法見特定語言的語法；形式語言的語法見形式語法。

### 语法与句法
狭义的语法仅仅关心词如何组成短语和句子等，即语法结构，而不关心其语法意义，这种一部分语法严格上称为句法（Syntax）。
早期的现代语言学对于语法的定义基本上等同于句法，如以索绪尔为首的结构主义语言学区分了所指（概念）和能指（音响形象），认定语言是一种符号系统。美国描写语言学派更将语言和意识完全分割开来，其集大成者布隆菲尔德的语法理论称为“机械论”或“物理论”，只侧重形式、层次和结构上的分析。这一倾向影响甚广，一直到乔姆斯基刚提出转换-生成语法的时候，仍认为下面这样的句子在语法上是对的，因为两个名词短语都在句法结构上合法，即便句子本身很明显在自然语言中不可能出现。
1960年代以后，乔姆斯基提出了选择限制和次范畴（又称语义语法范畴）的概念，即除了短语的语法范畴要符合句法，其下位层次的词义选择组合特征也要吻合。比如例 a. 中，谓语中心词“吓”的受事论元可以是有生命的，也可以是没有生命的，即符合 [±生命] 特征；施事论元必须要符合 [＋生命] 的特征，而“真诚”恰恰拥有 [-生命] 特征，故句子虽然在句法上合法，但在语法上不合法。虽然研究者仍就次范畴的定位争论不休，但可以看出语法一定程度上是句法规则和语义特征的综合，“注定要兼管两头，不能孤立地表现为其中一项。”

### 语法与语法规范
广义的語法则还包括對語法規律進行的總結描述或對語言使用的規範或限定，在不同的語境中，這種規律或規則也稱作語法規範、語法規則等，它陳述一套語法規則，用於規範人們所使用的語言，使之「符合語法規範」；虽然这种规范有时并不能全部覆盖到语言实际的语法，故很多不符合语法规范的用法，实际上都有其未被认知语法内涵，不断成为语言学的课题。這裡需要作一個概念上的區分：这种广义的语法属于規範性語法（prescriptive grammar）或規定語法。與之相對的是描写性语法（descriptive grammar），它要求尽可能详尽、完整地描述語法結構的规律；结构主义语言学即采用这一相反的概念。

### 个别语法
每種語言都有它獨特的語法規律。比如蒙古語語法就是在蒙古語之內適用的一套規律，而一套蒙古語語法學則僅僅是對該語法所進行的一個具體分析。又如在計算機科學、邏輯學和數學等學科中使用的形式語言，也有其形式語法。形式語言的語法一定是描寫性語法，而自然語言的情況比較複雜，通常是描述性和規範性皆有；見描寫語言學派和語言規範。
“语法”也可以用于形容控制一群语言使用者语言行为的规则。例如“中文语法”这样的属于会有多种意义，它既可以表示汉语语法的整体概念，也就是所有汉语使用者所使用的语法规则，这时“语法”这个词更关注于大量的变化形式；它也可以指大量或所有中文使用者所使用的共有的规则（比如主谓宾结构等），此外它还可以指某一语言的一种特定的种类（如现代标准汉语等）。

## 历史
第一本系统性的语法著作起源于铁器时代的印度，由耶斯迦（公元前6世纪）、波你尼（公元前4世纪）以及著作的注释者宾伽罗（公元前200年）、迦旃延和波颠阇利（公元前2世纪）创作。在西方世界，语法是公元前3世纪希腊文化的组成部分，并伴随着诸如赫里亚、萨莫色雷斯的阿里斯塔库斯等作者的产生，现存最早的一部作品是《语法的艺术》，由狄俄尼索斯·特拉克斯（公元前100年）创作。拉丁语语法是按照公元前1世纪的希腊语语法结构发展而来的，较为出名的作者包括勒密乌斯·帕莱蒙、马库斯·瓦莱里·普洛布斯、奧比留·普皮勒斯、马库斯·瓦莱里·普洛布斯和埃米利乌斯·阿斯佩尔等。
Tolkāppiyam是现今最早的泰米尔语语法著作，于公元1世纪至10世纪之间完成。
古爱尔兰语的语法著作可以追溯至公元7世纪的Auraicept na nÉces。
阿拉伯语语法是由Abu al-Aswad al-Du'ali（阿拉伯語：أبو الأسود الدؤلي），他师从阿里·本·阿比·塔利卜（阿拉伯語：عليّ بن أبي طالب），后者是逊尼派穆斯林第四位正统哈里发，也是什叶派穆斯林第一代伊玛目。
第一部希伯来语语法著作诞生于中世纪中期，其内容与《米书拿》有关。十世纪的Diqduq是最早的一部希伯来圣经的注释。12世纪时Abu Ibrahim ibn Barun（希伯來語：יצחק בן ברון בן יוסף בנבנשת）对希伯来语和阿拉伯语的语法传统与习惯进行了对比。
由于语法是三学和博雅教育的内容之一，使得语法在中世纪时期变成了一门核心课程，当时的教学也受到了古典时代晚期的一些作者的影响，比如普利西安等人。对于俗语的研究始于中世纪中期，同期的作品包括《第一语法著作》等，但这些作品在文艺复兴时期和巴洛克时期才开始具有影响力。1486年安东尼奥·德·内夫里哈出版了《拉丁文入门》（Las introduciones Latinas contrapuesto el romance al Latin）一书，在1492年他又出版了第一本西班牙语语法著作《卡斯蒂利亚语语法》。据彼得罗·本博1525年出版的《通俗语言的叙述》（義大利語：Prose della volgar lingua）的记载，在16世纪的意大利文艺复兴时期由但丁的《俗语论》（義大利語：De vulgari eloquentia）引发了一场有关于“语言问题”（Questione della lingua）的讨论，主要探讨了意大利语的地位以及理想形式。第一部斯洛文尼亚语语法著作由亚当·波赫力（Adam Bohorič）于1584年完成。
非欧洲语言的语法在16世纪开始也逐渐得到统一汇编，以便于传福音以及圣经的翻译。期间产生了一些语法著作，比如1560年的《秘鲁王国印第安人通用语语法与艺术》（西班牙語：Grammatica o Arte de la Lengua General de los Indios de los Reynos del Perú）和由道明·圣托马斯写成的克丘亚语语法著作等。
1643年Ivan Uzhevych编写出版了《斯拉夫语语法》，1762年罗伯特·劳得出版了《英语语法简介》（英語：Short Introduction to English Grammar）一书。由约翰·克里斯托弗·阿德隆所编写的共五卷的《高地德语方言关键语法词典》（德語：Grammatisch-Kritisches Wörterbuch der hochdeutschen Mundart）在1774年出版，这也是德国历史上第一部德语词典。
18世纪后期随着现代语言学的出现，语法变为其下的一个研究领域。1814年，吴克·史蒂芬纳维奇·卡拉季奇编写了塞尔维亚语的语法书，之后在1814年，由格林兄弟编写的《德语语法》（德語：Deutsche Grammatik）第一次出版发行。1833年弗朗茨·博普编写出版了《比较语法》（英語：Comparative Grammar），这也被认作是现代比较语言学的起点。

## 汉语语法

### 句子組成的規律
- 最簡單的句子組合 1：主语＋谓语：
  - 天氣改變了
- 最簡單的句子組合 2：主语＋谓语＋宾语：

1. 人之初
2. 我愛你
3. 「打羽毛球」「是」「最好的」
4. 大家好才是真的好

在口語中，因為說話者或受話人都知道相方的關係，所以大都省略主语或宾语。
但在書寫文章時，必須要清楚表明主宾双方。

## 電腦語法
電腦語法又是另一種新的名詞，就是對應電腦使用的程式語言，程式語言大多是由英文和數字組成。利用它們可以命令電腦要呈現的現象。各程式語言有其對應的語法，程式需要符合其語法，若是程式不符合其語法，電腦就無法執行對應的程式，或者執行出錯。

## 语法学
语法学即对于语法的研究。语法研究的主要内容是句法研究，通过建立语法框架来构建句法规则。比如生成文法的標準框架就是由諾姆·喬姆斯基等學者在50年代後發展出來的转换-生成文法模型。
但是其他语言学层面上的研究，比如词法学中的格，也被囊括在语法研究中。

## 教育
在中世紀歐洲早期有文法學校，主要是對年輕人傳授拉丁語語法。後來課程大為放寬，包括希臘語、希伯來語、英語和歐洲語言，以及自然科學、數學、歷史、地理等其他科目。
標準語是一語言中特別鼓勵在公眾場合使用的語言變體。標準語和地方話不同，後者可能有對應的描寫性語法，但很少用規範性語法的方式教授。在小學教授標準化的母語有些政治上的爭議，因為這同時也和族群的定義有關。
現代標準法語以巴黎法語為主，由於現代法國文學的發展，巴黎法語的崇高地位沒有受到挑戰。
由於佛羅倫斯在早期義大利文學中的影響，標準義大利語不是依首都羅馬的義大利語為準，而是以佛羅倫斯的義大利語為準。
標準西班牙語也不是依首都馬德里的西班牙語，而是卡斯提亞-雷昂的西班牙語。在阿根廷及烏拉圭的標準西班牙語分別是以布宜諾斯艾利斯及蒙特維多的西班牙文為準。
葡萄牙语有兩種官方的標準語，分別是巴西葡萄牙语及歐洲葡萄牙语，但很快就會整合成一種語言。
塞尔维亚语也有類似的情形，塞尔维亚及塞族共和國都有自己的標準語，學者對於第三種塞尔维亚语標準語是否存在仍有爭議，有些認為蒙特內哥羅語是第三種標準語，但也有些人認為蒙特內哥羅語只是塞尔维亚语中的一種方言。
挪威語有二種標準，書面挪威語及新挪威語，兩者之間的選擇和挪威語言衝突有關。所有挪威的城市都可以在二種標準選擇一種為城市的標準語，也可以宣佈城市是語言中立，允許二種標準語。只有27%的城市選擇新挪威語為標準語。小學中使用的主要語言主要依照城市選擇的標準語，但可以由當地學區內公投決定。
印度斯坦语也有二種標準語，分別是印地语及乌尔都语。
現代標準漢語中的中華民國國語、普通話、新加坡華語分別屬於中華民國、中華人民共和國与新加坡的官方語言。現代標準漢語的發音是依照官話中的北京官話，而文法及語法是以官話白話文為準。
现代标准阿拉伯语是在古典阿拉伯語的基礎上建立的，後者也是古兰经使用的語言。
美國社會為了推廣良好的語法，在2008年起宣布3月4日為全國的語法節。

## 分類
- 規範性語法
- 描寫性語法
- 教學用語法
- 形式文法
- 生成語法（衍生語法）

## 参阅
- 文字、詞語、句子、文字作品
- 语言
- 语言类型学
- 语言学家列表
- 句法學
- 普遍文法
- 語義學